# 遜清皇室亡命小朝廷
遜清皇室流亡小朝廷（そんしんこうしつぼうめいしょうちょうてい）とは、北京政変によって紫禁城から追い出された愛新覚羅溥儀らの残党勢力の事である。

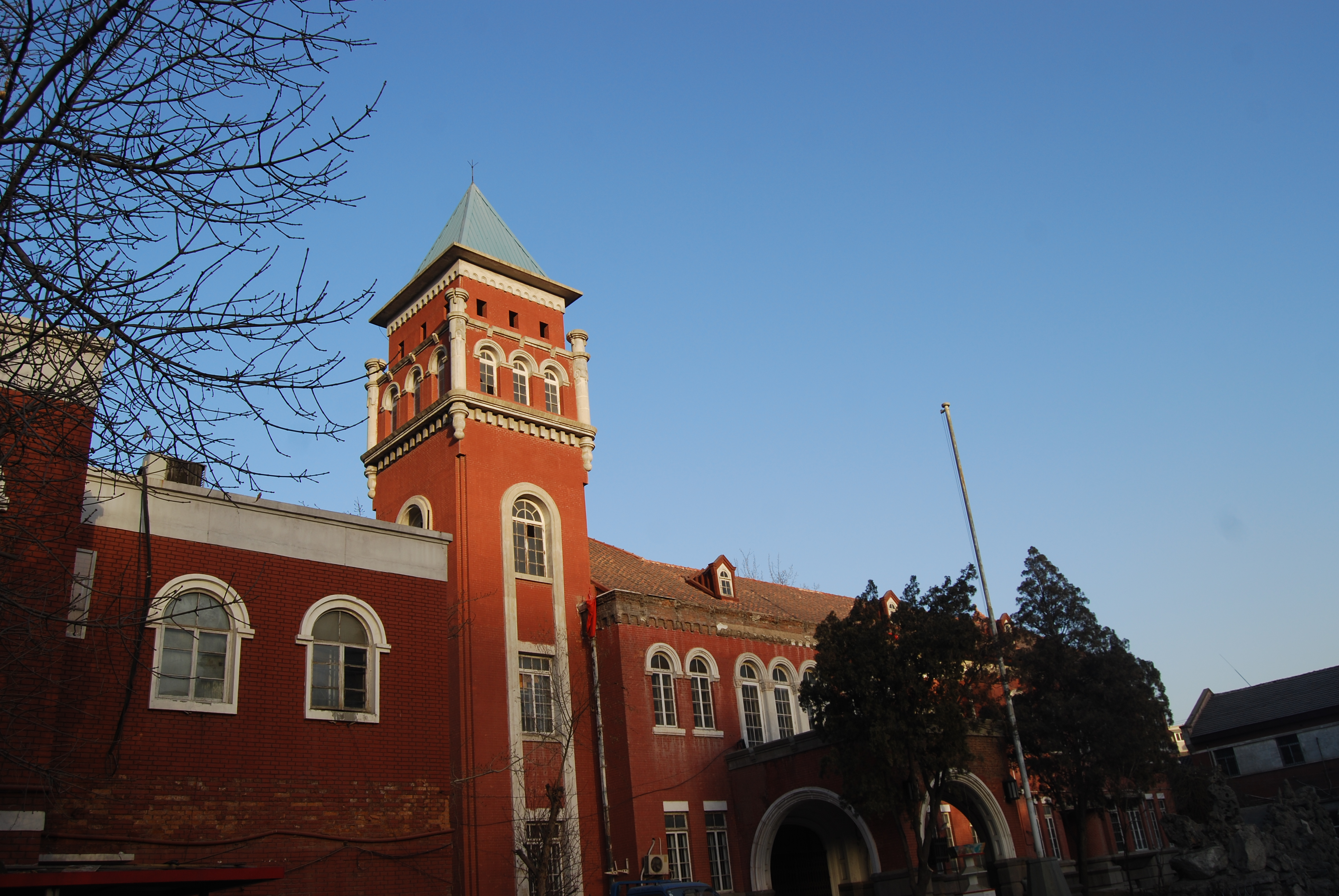
現在の天津張園

## 概要
馮玉祥率いる軍部隊に押され、逃亡後に彼等は天津日本租界へと亡命して清国の復興を目指したが、1931年に溥儀は新たに建国された満洲国へ渡って満洲国皇帝に就いた事で亡命小朝廷は消滅した。

### 亡命中の住居・その後
溥儀は最初天津張園に亡命した後、1929年7月に甘園へと移動して地名を「静園」に改名した。
満州事変（九一八事件）が勃発し、関東軍が戦闘している合間、溥儀は車のトランクに潜伏、密かに天津から脱出して満洲に避難した。（以降は上記の通り）